# روابط اسرائیل و نامیبیا
روابط اسرائیل و نامیبیا به روابط دوجانبه میان اسرائیل و نامیبیا اشاره دارد. روابط دولتی در سال ۱۹۹۴، چهار سال پس از استقلال نامیبیا از آفریقای جنوبی برقرار شد. سفیر اسرائیل در نامیبیا، داگ سگو-اشتاینبرگ، در آفریقای جنوبی اقامت دارد. در حالی که نامیبیا در اسرائیل سفارت ندارد، اما یک کنسولگری افتخاری به نام گیل دانکنر، مستقر در اتلیت، با صلاحیت منطقه هیفا دارد.

## تاریخ
پیش از استقلال نامیبیا، سیاست اسرائیل در قبال نامیبیا سیاست سکوت رسمی بود. تعدادی از رهبران برجسته اسرائیلی از سرزمین اشغال شده آن زمان بازدید کردند. اعضای دولت نامیبیا در آفریقای جنوبی نیز از اسرائیل بازدید کردند.
نامیبیا در سال ۱۹۹۰ استقلال یافت و دو دولت روابط دو جانبه را در سال ۱۹۹۴ آغاز کردند.
در ژانویه ۲۰۰۸، نخست‌وزیر نامیبیا، ناهاس آنگولا، یک نمابر دریافت کرد که ادعا می‌شود از مجلس نمایندگان ایالات متحده آمریکا است. این نمابر از نامیبیا خواست که در سازمان ملل به نفع اسرائیل رای دهد. سفارت ایالات متحده در نامیبیا صحت این نمابر را تأیید یا انکار نمی‌کند.
در ژانویه ۲۰۰۹، در جریان جنگ غزه، نامیبیا اسرائیل را محکوم کرد و گفت: «این تجاوز آشکار و استفاده نامتناسب از زور توسط اسرائیل مایه تاسف است و فقط به تشدید بیشتر خشونت منجر می‌شود». نامیبیا دولت فلسطین را به رسمیت می‌شناسد.